# Kenchanahalli, Gubbi
Kenchanahalli là một làng thuộc tehsil Gubbi, huyện Tumkur, bang Karnataka, Ấn Độ.